# Neal Asher
Pour les articles homonymes, voir Asher (homonymie).
Œuvres principales
- L'Écorcheur

Neal Asher, né le 4 février 1961 à Billericay dans le comté d'Essex en Angleterre, est un écrivain anglais  de science-fiction. 

## Présentation générale et biographie
Ses parents sont éducateurs en plus d'êtres fans de science-fiction. Neal Asher commence à écrire de la science-fiction et du fantastique durant son adolescence. À l'âge de 25 ans, il se met sérieusement à l'écriture. Il publie sa première nouvelle en 1989. Son premier roman, Gridlinked, a été publié en 2001 et inaugure la série de l'agent Ian Cormac.
La plupart des romans et nouvelles de Neal Asher se situent dans une histoire future, l'univers du Polity. Le Polity reprend de nombreux thèmes classiques de la science-fiction : intelligences artificielles réglementant des mondes, androïdes, esprits de ruche, extraterrestres, voyage dans le temps. Un rythme d'action rapide et des combats violents caractérisent ses romans. Alors que ses intrigues ont souvent une portée épique théoriquement liée au space opera, la brutalité de l'environnement est plus proche du cyberpunk. Combiné au fait que les personnages principaux d'Asher agissent généralement pour préserver l'ordre social ou améliorer leur société (plutôt que de déranger une société dont ils se sont éloignés), ces influences rangent l'œuvre de Neal Asher dans le sous-genre du postcyberpunk.
En France, les livres de Neal Asher sont publiés par Fleuve noir puis repris en poche par Pocket.

## Œuvres

### L'Univers du Polity

#### SérieIan Cormac, agent du Polity
1. (en) Gridlinked, 2001
2. (en) The Line of Polity, 2003
3. (en) Brass Man, 2005
4. (en) Polity Agent, 2006
5. (en) Line War, 2008

#### SérieSpatterjay
1. L'Écorcheur, Fleuve noir, coll. Rendez-vous ailleurs, 2005 ((en) The Skinner, 2002)
2. (en) The Voyage of the Sable Keech, 2006
3. (en) Orbus, 2009

#### SérieTransformation
1. (en) Dark Intelligence, 2015
2. (en) War Factory, 2016
3. (en) Infinity Engine, 2017

#### SérieRise of the Jain
1. (en) The Soldier, 2018
2. (en) The Warship, 2019
3. (en) The Human, 2020

#### SérieTime's Shadow
1. (en) Dark Diamond, 2025

#### Romans indépendants
- (en) Prador Moon, 2006
- (en) Hilldiggers, 2007
- Drone, Fleuve noir, coll. Rendez-vous ailleurs, 2010 ((en) Shadow of the Scorpion, 2008)Préquelle à la série Ian Cormac.
- (en) The Technician, 2010
- (en) Jack Four, 2021
- (en) Weaponized, 2022
- (en) War Bodies, 2023

### SérieThe Owner
1. (en) The Departure, 2011
2. (en) Zero Point, 2012
3. (en) Jupiter War, 2013

- (en) World Walkers, 2024

### Romans indépendants
- Voyageurs, Fleuve noir, coll. Rendez-vous ailleurs, 2008 ((en) Cowl, 2004)Nommé au prix Philip-K.-Dick 2006.

### Recueil de nouvelles
- (en) The Engineer, 1998
- (en) Runcible Tales, 1999
- (en) The Engineer ReConditioned, 2006
- (en) The Gabble And Other Stories, 2008